# 六名新町
六名新町（むつなしんまち）は愛知県岡崎市本庁地区の町丁。丁番を持たない単独町名である。

## 地理
岡崎市中心部、本庁地区では南東に位置する。

### 番地
- 1
- 2
- 3
- 4
- 5
- 6
- 7
- 8
- 10
- 11

## 世帯数と人口
2019年（令和元年）5月1日現在の世帯数と人口は以下の通りである。
| 町丁     | 世帯数  | 人口  |
| -------- | ------- | ----- |
| 六名新町 | 448世帯 | 969人 |

### 人口の変遷
国勢調査による人口の推移
| 1995年（平成7年）  | 1,005人 | [ 6 ]  |  |
| 2000年（平成12年） | 1,003人 | [ 7 ]  |  |
| 2005年（平成17年） | 987人   | [ 8 ]  |  |
| 2010年（平成22年） | 953人   | [ 9 ]  |  |
| 2015年（平成27年） | 963人   | [ 10 ] |  |

## 小・中学校の学区
市立小・中学校に通う場合、学区は以下の通りとなる。
| 番・番地等 | 小学校             | 中学校             |
| ---------- | ------------------ | ------------------ |
| 全域       | 岡崎市立六名小学校 | 岡崎市立竜海中学校 |

## 歴史
- 額田郡下六名村の一部を前身とする。1990年（平成2年）9月20日 -  - 岡崎都市計画南部土地区画整理事業により、上六名町及び六名町の一部が独立して六名新町となった[1]。

## 交通
鉄道
- 愛知環状鉄道・愛知環状鉄道線
  - 六名駅

## 施設
- 第5号六名東緑地（六名東緑道）
- 神田公園
- アオキスーパー 六名店
- ローソン 岡崎六名駅前店
- エホバの証人の王国会館

## ギャラリー
- 六名東緑道
- 神田公園
- エホバの証人の王国会館

## その他

### 日本郵便
- 郵便番号 : 444-0846[4]（集配局：岡崎郵便局[12]）。

## 参考資料
- 「角川日本地名大辞典」編纂委員会 編『角川日本地名大辞典 23 愛知県』角川書店、1989年3月8日。ISBN 4-04-001230-5。
- 有限会社平凡社地方資料センター 編『日本歴史地名体系第23巻 愛知県の地名』平凡社、1981年。ISBN 4-582-49023-9。